# Forges (België)
Forges is een dorp in de Belgische provincie Henegouwen en een deelgemeente van de Waalse stad Chimay.
Forges was een zelfstandige gemeente, tot die bij de gemeentelijke herindeling van 1977 toegevoegd werd aan de gemeente Chimay.
Op het grondgebied van Forges bevindt zich ook de trappistenabdij Abdij Notre-Dame de Scourmont.

## Demografische ontwikkeling
- Bronnen:NIS, Opm:1831 tot en met 1970=volkstellingen, 1976= inwoneraantal op 31 december